# X-chromosomale mentale Retardierung
Die X-chromosomale mentale Retardierung (XLMR) ist mit 5–18 % die häufigste Form einer genetisch bedingten geistigen Behinderung.
Synonyme sind: X-chromosomale Geistige Behinderung; Geistige Retardierung, X-chromosomale; englisch X-linked Mental Retardation; XLMR

## Verbreitung
Die Häufigkeit wird auf 1 zu 600 bzw. 1 zu 1.000 Männern geschätzt. Aufgrund der X-chromosomalen Vererbung ist das männliche Geschlecht deutlich stärker betroffen.

## Ursache
Mittlerweile sind mehr als 200 Gene bekannt, deren Mutation bei der XLMR beteiligt ist.

## Einteilung
Klinisch werden unterschieden:
- Fragiles-X-Syndrom (etwa 15–20 %)
- Nicht-syndromale X-chromosomale mentale Retardierung (MRX) ohne zusätzliche Auffälligkeiten (etwa 66 %)
- Syndromale X-chromosomale mentale Retardierung (S-XLMR, MRXS) mit zusätzlichen Veränderungen (selten)

Ferner kommt X-chromosomal vererbte mentale Retardierung auch als Merkmal bei einigen nicht den S-XLMR zugerechneten Syndromen vor:
- ATR-X-Syndrom
- Börjeson-Forssman-Lehmann-Syndrom
- Coffin-Lowry-Syndrom
- MASA-Syndrom
- Lujan-Fryns-Syndrom
- Prieto-Syndrom
- Snyder-Robinson-Syndrom

## Klinische Erscheinungen und Diagnose
Hauptsymptom ist die geistige Behinderung, klinisch sind keine weiteren Auffälligkeiten ersichtlich. Eine Familienanamnese mit Blick auf mögliche X-chromosomale Vererbung ist wesentlich.